# Alland'Huy-et-Sausseuil
Alland'Huy-et-Sausseuil är en kommun i departementet Ardennes i regionen Grand Est (tidigare regionen Champagne-Ardenne) i nordöstra Frankrike. Kommunen ligger  i kantonen Attigny som ligger i arrondissementet Vouziers. År 2022 hade Alland'Huy-et-Sausseuil 272 invånare.

## Befolkningsutveckling
Antalet invånare i kommunen Alland'Huy-et-Sausseuil
Referens: INSEE